# Børge Josefsen
Børge Emil Josefsen (24 settembre 1953) è un ex calciatore norvegese, di ruolo difensore.

## Carriera

### Club
Josefsen giocò con la maglia dello Skeid.

### Nazionale
Conta una presenza per la Norvegia. Il 29 ottobre 1975, infatti, fu in campo in occasione della sconfitta per 3-0 contro l'Irlanda del Nord.